# Willem IV van het Verenigd Koninkrijk
Willem IV Hendrik (Engels: William Henry) (Buckingham Palace, Londen, 21 augustus 1765 – Windsor Castle, 20 juni 1837) was koning van het Verenigd Koninkrijk en koning van Hannover van 1830 tot zijn dood in 1837. Willem, de derde zoon van koning George III en koningin Charlotte en jongere broer van George IV, was de laatste mannelijke koning uit het Huis Hannover. Hij was ook de laatste Britse vorst die regeerde over zowel het Verenigd Koninkrijk als over Hannover.
In zijn jeugd had Willem de Royal Navy gediend en werd zowel in zijn jaren als koning als na zijn dood de Sailor King genoemd. Hij werd naar Noord-Amerika en de Caraïben uitgezonden, maar was nooit echt betrokken bij gevechten. Hij bleef altijd betrokken bij de marine, en onder zijn regering werd Edward Codrington, de "held van Navarino", gerehabiliteerd.
Hij had twee oudere broers, George en Frederik, die beiden stierven zonder wettige nakomelingen waardoor Willem op 64-jarige leeftijd koning werd. Tijdens zijn regering vonden er veel politieke veranderingen plaats. Zo werd in 1833 de slavernij afgeschaft in het gehele Britse Rijk. Net zoals zijn vader en broer had Willem niet veel interesse in de politiek. Hij was wel de laatste Britse monarch die een eerste minister aanwees tegen de wil van het parlement. Via zijn jongere broer, Adolf van Cambridge, de onderkoning van Hannover, gaf hij Hannover een liberale grondwet. Deze grondwet was echter niet lang van kracht.
Toen koning Willem IV in 1837 stierf, liet hij geen wettige kinderen achter. Hij had met zijn vrouw Adelheid van Saksen-Meiningen wel twee dochters - Charlotte en Elisabeth - maar die waren snel na hun geboorte overleden. Acht van zijn tien buitenechtelijke kinderen met Dorothy Bland, ook wel bekend onder de naam Mrs. Jordan, overleefden hem. Hij werd in het Verenigd Koninkrijk opgevolgd door zijn nichtje Victoria en in Hannover door zijn jongere broer Ernst August.

## Jeugdjaren
Willem werd geboren in de vroege uren van 21 augustus 1765 in Buckingham Palace, als derde kind en zoon van koning George III en koningin Charlotte. Hij had twee oudere broers (George, prins van Wales en Frederik, hertog van York) en er werd niet verwacht dat hij ooit de Kroon zou dragen. Willem werd gedoopt op 20 september 1765 in de Great Council Chamber te St. James's Palace in Londen. Willem Hendrik van Gloucester, een broer van koning George III, prins Hendrik Frederik van Cumberland en Strathearn, ook een broer van George III, en prinses Augusta Charlotte van Hannover waren zijn peters en meter.
Het grootste deel van zijn jeugd bracht hij door in Richmond en te Kew, in Londen. Hij werd opgevoed door privéleraren.

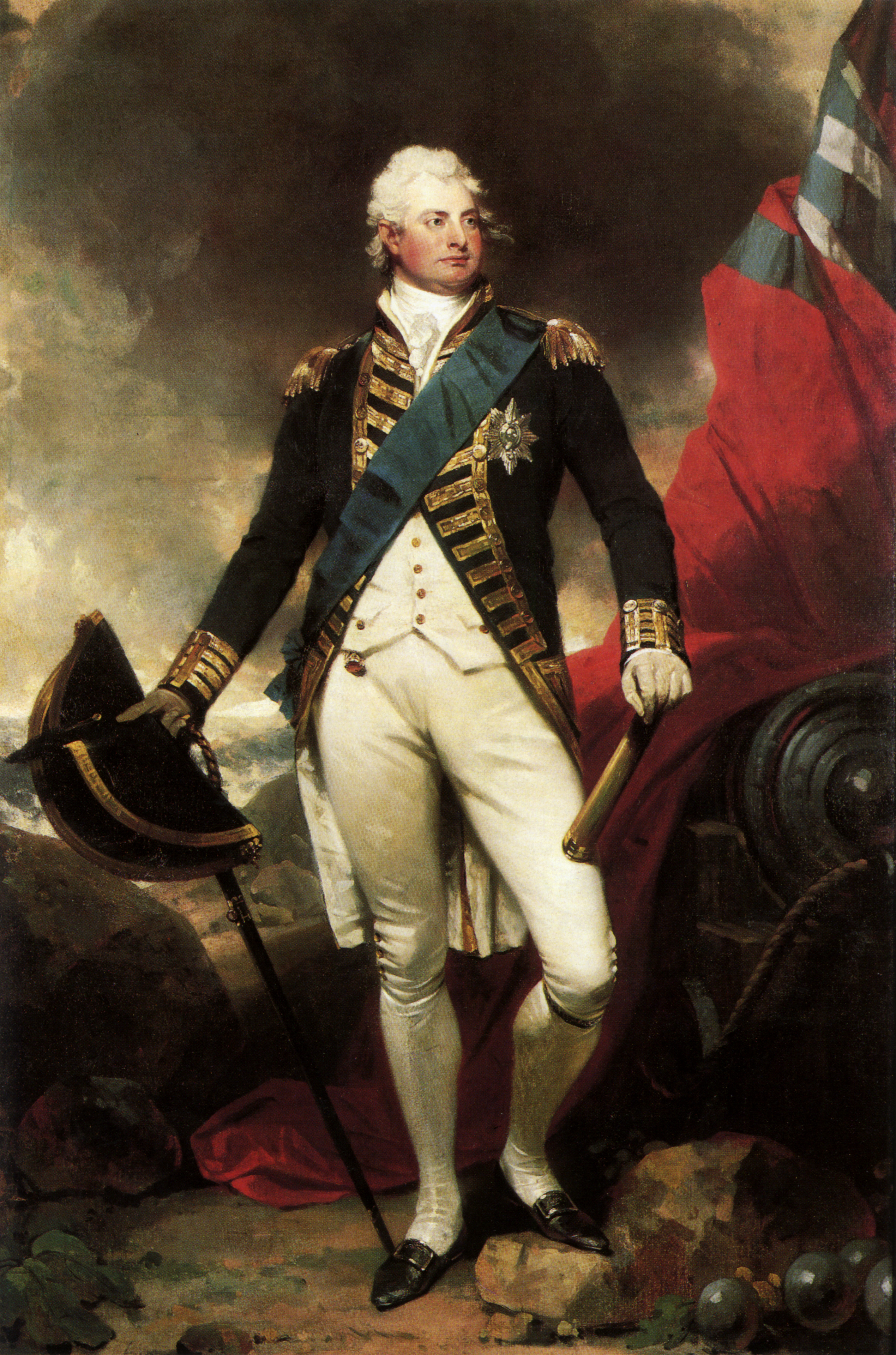
Willem rond 1800

## Koninklijke Marine
Op 13-jarige leeftijd trad hij toe tot de Royal Navy als adelborst, en hij maakte tijdens de Amerikaanse Onafhankelijkheidsoorlog de Zeeslag bij Kaap Sint-Vincent in 1780 mee. Hij diende tijdens die oorlog ook in de staat New York. Daarmee was hij de eerste (toekomstige) monarch die de toenmalige Verenigde Staten bezocht. Terwijl de prins in Amerika was, ging George Washington akkoord met een plan om hem te ontvoeren, maar de Britten hoorden van het plan en verdubbelden de beveiliging van de prins en voorkwamen op deze manier de ontvoering.
Willem werd luitenant in 1785 en in het jaar daarop kapitein. In 1786 werd hij gestationeerd in West-Indië onder de leiding van Horatio Nelson, en in 1788 kreeg hij het bevel over het fregat HMS Andromeda. In 1789 werd hij gepromoveerd tot admiraal en kreeg hij het bevel over HMS Valiant.

## Politieke loopbaan
Willem deed erg zijn best om net zoals zijn oudere broers tot hertog te worden verheven, en om een gelijke parlementaire positie te krijgen, maar zijn vader aarzelde. Om deze onder druk te zetten dreigde Willem om het Lagerhuis toe te spreken. Aldus gaf George III op 20 mei 1789 toe, door Willem te benoemen tot hertog van Clarence en Saint Andrews en graaf van Munster. Koning George had goed voorzien dat hier niet veel goeds uit zou voortkomen, want niet lang daarna sloot Willem zich aan bij zijn oudere broers (de Prins van Wales en de hertog van York) en bij de bestaande oppositie tegen de koning.

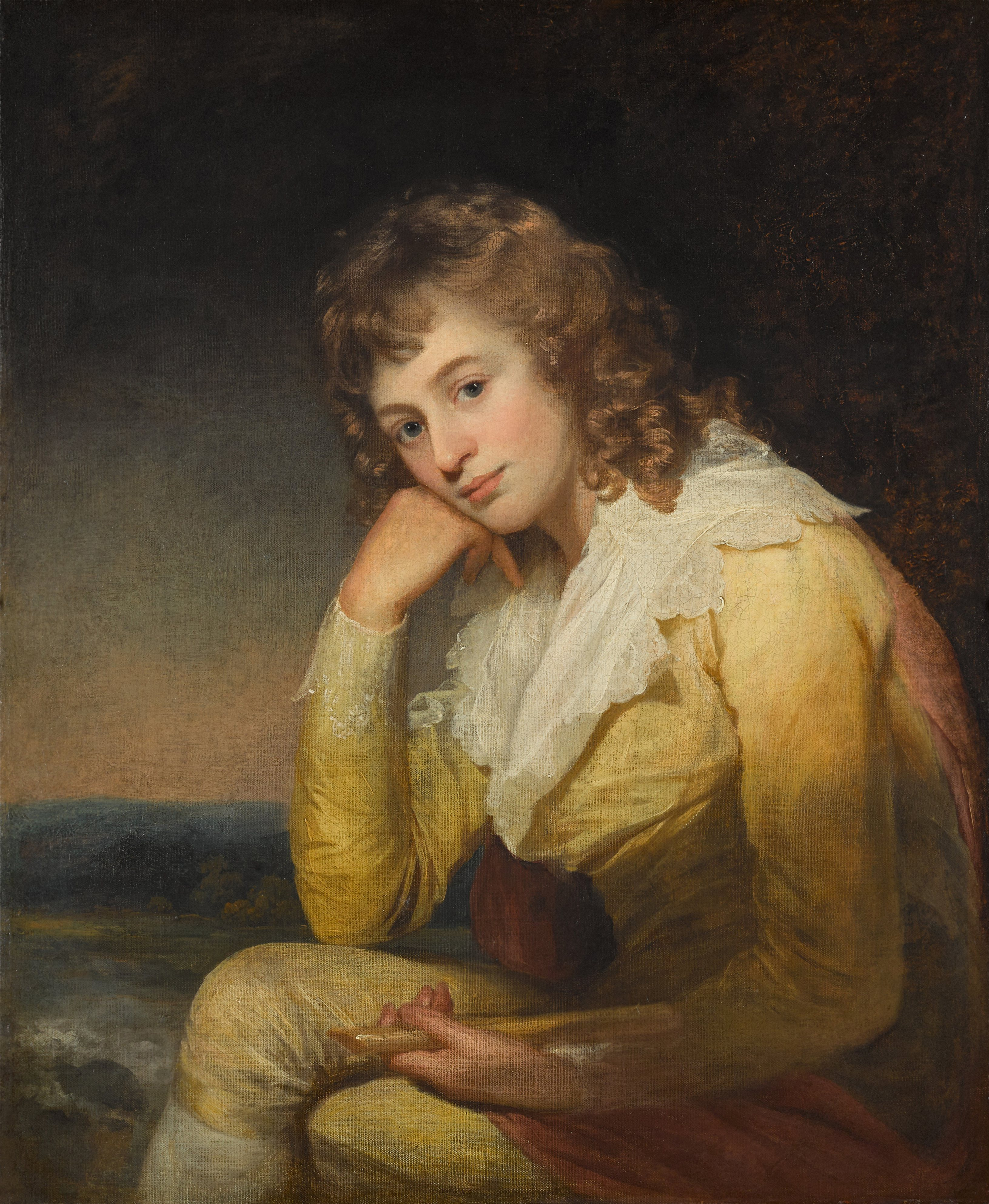
Mrs. Dorothea Jordan

De nieuw gecreëerde hertog beëindigde zijn actieve rol bij de Royal Navy in 1790. Toen het Verenigd Koninkrijk in 1793 de oorlog verklaarde aan Frankrijk stond hij te popelen om te mogen vertrekken en om zijn land te dienen in de oorlog. Hij kreeg echter geen bevel over een schip. In plaats daarvan spendeerde hij zijn tijd in het House of Lords (Hogerhuis), waar hij vooral zijn oudere broer, de Prins van Wales, verdedigde om diens buitensporige leven. Willem sprak ook tijdens de debatten over de afschaffing van de slavenhandel. Hij sprak over zijn ervaringen die hij had opgedaan tijdens zijn periode in West-Indië om zijn positie te verdedigen.
Nadat hij de Koninklijke Marine had verlaten, woonde de hertog van Clarence meer dan twintig jaar samen met de Ierse actrice Dorothea Bland, beter bekend onder haar pseudoniem Dorothea Jordan. Vanaf 1791 kreeg het koppel tien onwettige kinderen, vijf zoons en vijf dochters die als achternaam de naam "FitzClarence" kregen. De affaire duurde meer dan twintig jaar en eindigde in 1811. Mrs. Jordan kreeg een financiële schikking en de voogdij over haar dochters onder één voorwaarde: zij mocht nooit meer op de planken staan. Toen zij dat toch deed, kreeg de Hertog van Clarence ook de voogdij over de dochters. Mrs. Jordan stierf in 1816 verarmd in de buurt van Parijs.
De Britse ex-premier David Cameron is een afstammeling van een van de kinderen van Willem IV en Dorothea Jordan.

## Huwelijk
Toen prinses Charlotte Augusta, het nichtje van Willem en dochter van de Prince Regent (en de tweede in lijn van de troonopvolging na haar vader) stierf in het kraambed op 6 november 1817, bleef koning George III achter met weliswaar twaalf kinderen, maar geen wettige kleinkinderen. Vanaf dat moment stortten alle hertogen van koninklijke afkomst zich in huwelijken.

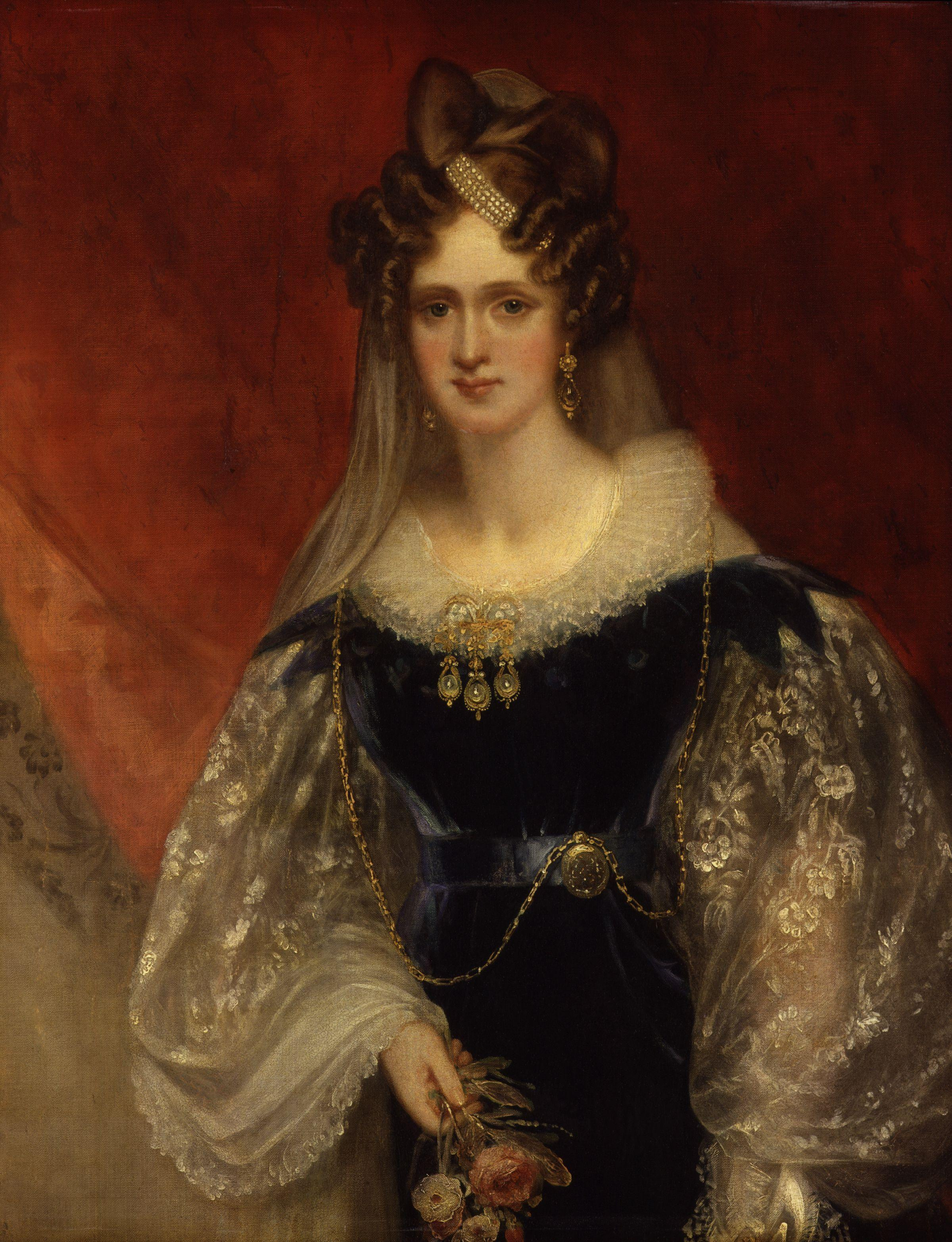
Koningin Adelheid

Willems beide broers waren kinderloos en vervreemd van hun vrouwen die bovendien niet meer in staat waren om te baren. Hij zou bijna zeker koning worden, als hij lang genoeg zou leven, wat erg waarschijnlijk leek omdat de voormalige zeeman beter omging met zijn gezondheid dan zijn oudere broer, de Prins van Wales. De eerste keuzes van de hertog van Clarence om te huwen werden niet goedgekeurd door de Prince Regent. Zijn jongere broer Adolf, hertog van Cambridge, werd naar Duitsland gestuurd om te zoeken naar een huwbare protestantse prinses. Hij kwam terug met Augusta van Hessen-Kassel, die door Willem afgewezen werd, waarop Adolf met haar trouwde.
Niet lang daarna kwam de hertog van Cambridge met een vrouw die vriendelijk en bovenal kindlievend was. Op 11 juli 1818 trouwde de bijna 53-jarige Willem te Kew met de bijna 26-jarige Adelheid van Saksen-Meiningen, een dochter van hertog George I van Saksen-Meiningen. 
Adelheid raakte snel zwanger, maar werd in de zevende maand ernstig ziek en beviel op 27 maart 1819 voortijdig van een dochter, Charlotte, die maar enkele uren leefde. Op 10 december 1820 werd een tweede dochter geboren, Elizabeth, die op 4 maart 1821 stierf.

## Regering
Door de langdurige regering van George III en het feit dat zijn broer hem als George IV voorging, was Willem al 64 toen hij in 1830 op de troon kwam. (Zijn oudere broer Frederik was drie jaar eerder overleden.)

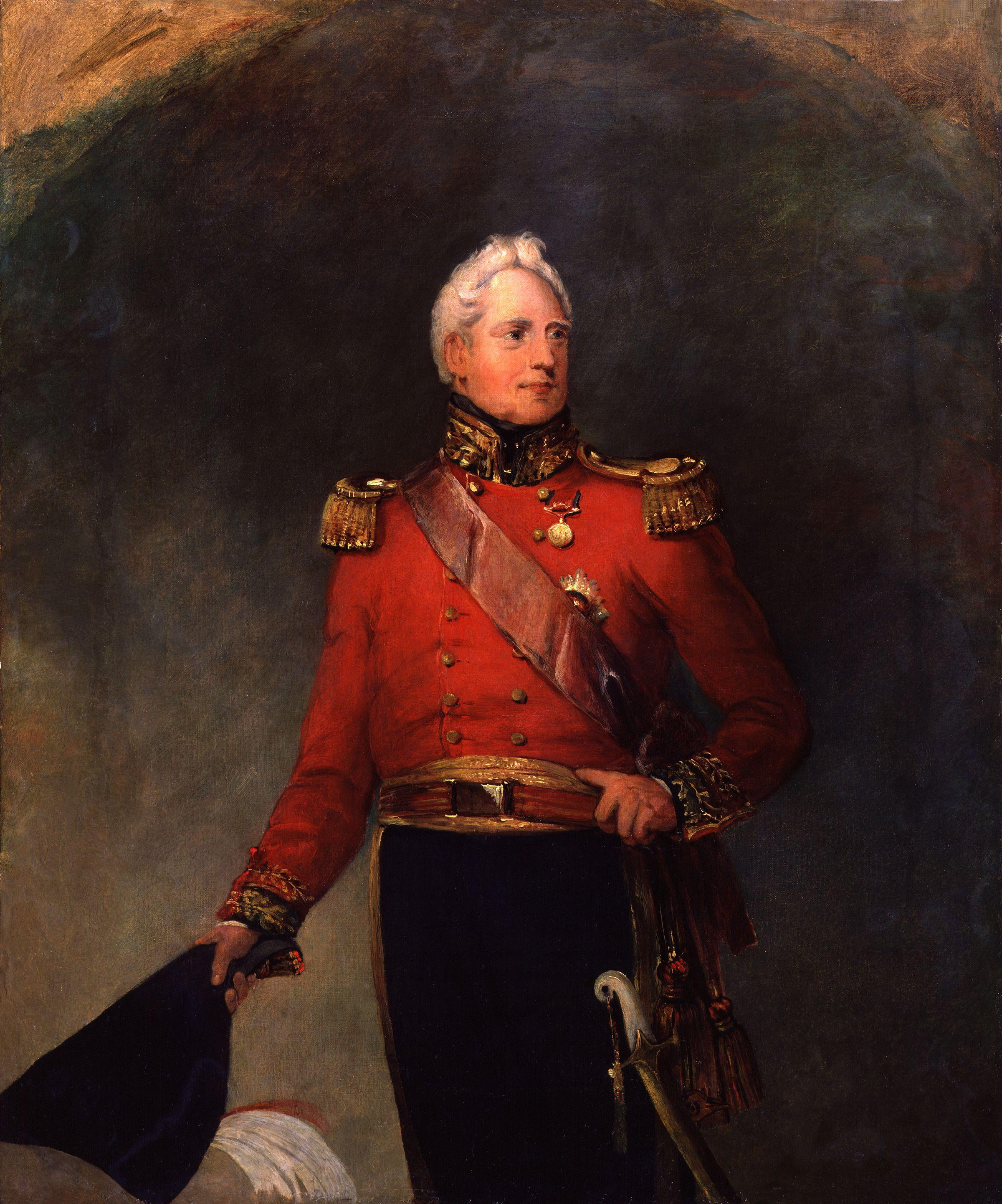
Koning Willem IV, geschilderd door William Salter

In tegenstelling tot zijn broer was Willem als koning onopvallend. Hij hield niet van pracht en praal. De monarchie had door de gedragingen van zijn voorganger(s) geen goede naam meer en hij probeerde het vertrouwen weer enigszins te herstellen. Dit deed hij onder meer door persoonlijk contact te zoeken met het volk. Willem was tamelijk liberaal ingesteld en droeg bij aan parlementaire en sociale hervormingen. Er ontstond een crisis rond de Reform Act van 1832, die uitbreiding van het kiesrecht beoogde. In het 19e-eeuwse Engeland vonden ingrijpende revoluties plaats in de landbouw en de industrie, de bevolking nam snel toe evenals de verstedelijking. Het oude kiesstelsel, waarin de aristocratie de dienst uitmaakte, voldeed hierdoor niet meer en was dringend aan vernieuwing toe. Wetsvoorstellen hiertoe werden tot tweemaal toe door het Hogerhuis afgewezen. Bij de derde versie van het wetsontwerp dreigde Willem de wet erdoor te drukken door voldoende nieuwe edelen te benoemen - die vanwege hun titel automatisch een zetel kregen in het Hogerhuis. Daarna werd de wet aangenomen.
De eigenlijke constitutionele macht ging door de veranderingen over van de koning naar het parlement. Willem was ook de laatste vorst die een minister-president benoemde tegen de wensen van het parlement in. De liberale William Lamb moest het veld ruimen en de conservatieve Tories vormden een regering onder Robert Peel. Aangezien deze regering slechts door een minderheid werd gesteund was die een kort leven beschoren. Na korte tijd kwamen de liberalen (Whigs) weer aan de macht.
Willem IV stierf in de vroege uren van 20 juni 1837 op 71-jarige leeftijd aan een longontsteking en werd begraven in St George's Chapel, Windsor Castle. Hij had geen wettige kinderen en werd opgevolgd door zijn nicht prinses Victoria van Kent, de enige dochter van prins Eduard August. Als gevolg van de in Hannover geldende oude Salische Wet, die inhield dat een vrouw geen rechten kon erven, kwam hiermee een eind aan het gecombineerde koningschap. Willems broer Ernst August, hertog van Cumberland, volgde hem op als koning van Hannover.

## Nakomelingen
Uit zijn huwelijk met Adelheid van Saksen-Meiningen werden de volgende kinderen geboren:
- Charlotte Augusta Louise van Clarence († Hannover 27 maart 1819, een paar uur na haar doop)
- doodgeboren kind (Calais of Duinkerke 5 september 1819)
- Elizabeth Georgiana Adelaide van Clarence (St. James's Palace  10 december 1820 – ald. 4 maart 1821)
- doodgeboren tweelingzoons (Bushy Park 8 april 1822)

Uit zijn relatie met Mrs. Jordan werden 10 kinderen geboren. Zij droegen de achternaam FitzClarence.
- George Augustus Frederick FitzClarence (Londen 29 januari 1794 – ald. 20 maart 1842), graaf van Munster 1831; huwde op 18 oktober 1819 Mary Windham (29 augustus 1792 – 3 december 1842), dochter van de 3e graaf van Egremont
- Henry Fitclarence (27 maart 1795 – september 1817), ongehuwd
- Sophia FitzClarence (Londen augustus 1796 – Kensington Palace, ald. 10 april 1837); huwde op 13 augustus 1825 te Londen met Philip Sydney (11 maart 1800 – 4 maart 1851), 1e baron De L'Isle and Dudley
- Mary FitzClarence (19 december 1798 – 13 juli 1864); huwde op 19 juni 1824 te Londen met Charles Fox (6 november 1796 – 13 april 1873)
- Frederick FitzClarence (9 december 1799– 30 oktober 1854), legerofficier; huwde op 19 mei 1821 met lady Augusta Boyle (14 augustus 1801 – 28 juli 1876), dochter van de 4e graaf van Glasgow
- Elizabeth FitzClarence (17 januari 1801 – Edinburgh 16 januari 1856); huwde in Londen op 4 december 1820 William Hay (21 februari 1801 – Londen 19 april 1846), 18e graaf van Errol; zij zijn de voorouders van Alexandra en Maud van Fife, politicus Alfred Duff Cooper en de Britse premier David Cameron
- Adolphus FitzClarence (Teddington 18 februari 1802 – 17 mei 1856), marine-officier; ongehuwd
- Augusta FitzClarence (Teddington 17 november 1803 – 8 december 1865); huwde voor de eerste keer op 5 juli 1827 met John Kennedy-Erskine (4 januari 1801 – 6 maart 1831); huwde voor de tweede keer op 24 augustus 1836 lord Frederick Gordon-Hallyburton (15 augustus 1899 – 29 september 1878), admiraal
- Augustus FitzClarence (1 maart 1805 – 14 juni 1854); huwde op 2 januari 1845 met Sarah Gordon (1827 – 23 maart 1901)
- Amelia FitzClarence (21 maart 1807 – Londen 2 juli 1858); huwde te Brighton op 27 december 1830 met Lucius Cary (5 november 1803 – Montpellier 12 maart 1884), 9e burggraaf Falkland

## Kwartierstaat (voorouders)
| George II van Groot-Brittannië (1683-1760)        | George II van Groot-Brittannië (1683-1760)        | George II van Groot-Brittannië (1683-1760)        | George II van Groot-Brittannië (1683-1760)        | George II van Groot-Brittannië (1683-1760)        | George II van Groot-Brittannië (1683-1760)        | Caroline van Brandenburg-Ansbach (1683-1737) | Caroline van Brandenburg-Ansbach (1683-1737) | Caroline van Brandenburg-Ansbach (1683-1737) | Caroline van Brandenburg-Ansbach (1683-1737) | Caroline van Brandenburg-Ansbach (1683-1737)       | Caroline van Brandenburg-Ansbach (1683-1737)       |                                                    |                                                    | Frederik II van Saksen-Gotha-Altenburg (1676-1732) | Frederik II van Saksen-Gotha-Altenburg (1676-1732) | Frederik II van Saksen-Gotha-Altenburg (1676-1732) | Frederik II van Saksen-Gotha-Altenburg (1676-1732) | Frederik II van Saksen-Gotha-Altenburg (1676-1732) | Frederik II van Saksen-Gotha-Altenburg (1676-1732) | Magdalena Augusta van Anhalt-Zerbst (1679-1740)   | Magdalena Augusta van Anhalt-Zerbst (1679-1740)   | Magdalena Augusta van Anhalt-Zerbst (1679-1740) | Magdalena Augusta van Anhalt-Zerbst (1679-1740) | Magdalena Augusta van Anhalt-Zerbst (1679-1740) | Magdalena Augusta van Anhalt-Zerbst (1679-1740) |                                    |                                    | Adolf Frederik II van Mecklenburg-Strelitz (1658-1708) | Adolf Frederik II van Mecklenburg-Strelitz (1658-1708) | Adolf Frederik II van Mecklenburg-Strelitz (1658-1708) | Adolf Frederik II van Mecklenburg-Strelitz (1658-1708) | Adolf Frederik II van Mecklenburg-Strelitz (1658-1708) | Adolf Frederik II van Mecklenburg-Strelitz (1658-1708) | Emilia van Schwarzburg-Sondershausen (1681–1751) | Emilia van Schwarzburg-Sondershausen (1681–1751) | Emilia van Schwarzburg-Sondershausen (1681–1751) | Emilia van Schwarzburg-Sondershausen (1681–1751) | Emilia van Schwarzburg-Sondershausen (1681–1751) | Emilia van Schwarzburg-Sondershausen (1681–1751) |                                                |                                                | Ernst Frederik I van Saksen-Hildburghausen (1681-1724) | Ernst Frederik I van Saksen-Hildburghausen (1681-1724) | Ernst Frederik I van Saksen-Hildburghausen (1681-1724)    | Ernst Frederik I van Saksen-Hildburghausen (1681-1724)    | Ernst Frederik I van Saksen-Hildburghausen (1681-1724)    | Ernst Frederik I van Saksen-Hildburghausen (1681-1724)    | Sofia Albertine van Erbach-Erbach (1683-1742)             | Sofia Albertine van Erbach-Erbach (1683-1742)             | Sofia Albertine van Erbach-Erbach (1683-1742) | Sofia Albertine van Erbach-Erbach (1683-1742) | Sofia Albertine van Erbach-Erbach (1683-1742) | Sofia Albertine van Erbach-Erbach (1683-1742) |  |  |  |  |  |  |  |  |  |  |  |  |  |  |  |  |  |  |  |  |  |  |  |  |  |  |  |  |  |  |  |  |  |  |  |  |  |  |  |  |  |  |  |  |  |  |  |  |
| George II van Groot-Brittannië (1683-1760)        | George II van Groot-Brittannië (1683-1760)        | George II van Groot-Brittannië (1683-1760)        | George II van Groot-Brittannië (1683-1760)        | George II van Groot-Brittannië (1683-1760)        | George II van Groot-Brittannië (1683-1760)        | Caroline van Brandenburg-Ansbach (1683-1737) | Caroline van Brandenburg-Ansbach (1683-1737) | Caroline van Brandenburg-Ansbach (1683-1737) | Caroline van Brandenburg-Ansbach (1683-1737) | Caroline van Brandenburg-Ansbach (1683-1737)       | Caroline van Brandenburg-Ansbach (1683-1737)       |                                                    |                                                    | Frederik II van Saksen-Gotha-Altenburg (1676-1732) | Frederik II van Saksen-Gotha-Altenburg (1676-1732) | Frederik II van Saksen-Gotha-Altenburg (1676-1732) | Frederik II van Saksen-Gotha-Altenburg (1676-1732) | Frederik II van Saksen-Gotha-Altenburg (1676-1732) | Frederik II van Saksen-Gotha-Altenburg (1676-1732) | Magdalena Augusta van Anhalt-Zerbst (1679-1740)   | Magdalena Augusta van Anhalt-Zerbst (1679-1740)   | Magdalena Augusta van Anhalt-Zerbst (1679-1740) | Magdalena Augusta van Anhalt-Zerbst (1679-1740) | Magdalena Augusta van Anhalt-Zerbst (1679-1740) | Magdalena Augusta van Anhalt-Zerbst (1679-1740) |                                    |                                    | Adolf Frederik II van Mecklenburg-Strelitz (1658-1708) | Adolf Frederik II van Mecklenburg-Strelitz (1658-1708) | Adolf Frederik II van Mecklenburg-Strelitz (1658-1708) | Adolf Frederik II van Mecklenburg-Strelitz (1658-1708) | Adolf Frederik II van Mecklenburg-Strelitz (1658-1708) | Adolf Frederik II van Mecklenburg-Strelitz (1658-1708) | Emilia van Schwarzburg-Sondershausen (1681–1751) | Emilia van Schwarzburg-Sondershausen (1681–1751) | Emilia van Schwarzburg-Sondershausen (1681–1751) | Emilia van Schwarzburg-Sondershausen (1681–1751) | Emilia van Schwarzburg-Sondershausen (1681–1751) | Emilia van Schwarzburg-Sondershausen (1681–1751) |                                                |                                                | Ernst Frederik I van Saksen-Hildburghausen (1681-1724) | Ernst Frederik I van Saksen-Hildburghausen (1681-1724) | Ernst Frederik I van Saksen-Hildburghausen (1681-1724)    | Ernst Frederik I van Saksen-Hildburghausen (1681-1724)    | Ernst Frederik I van Saksen-Hildburghausen (1681-1724)    | Ernst Frederik I van Saksen-Hildburghausen (1681-1724)    | Sofia Albertine van Erbach-Erbach (1683-1742)             | Sofia Albertine van Erbach-Erbach (1683-1742)             | Sofia Albertine van Erbach-Erbach (1683-1742) | Sofia Albertine van Erbach-Erbach (1683-1742) | Sofia Albertine van Erbach-Erbach (1683-1742) | Sofia Albertine van Erbach-Erbach (1683-1742) |  |  |  |  |  |  |  |  |  |  |  |  |  |  |  |  |  |  |  |  |  |  |  |  |  |  |  |  |  |  |  |  |  |  |  |  |  |  |  |  |  |  |  |  |  |  |  |  |
|                                                   |                                                   |                                                   |                                                   |                                                   |                                                   |                                              |                                              |                                              |                                              |                                                    |                                                    |                                                    |                                                    |                                                    |                                                    |                                                    |                                                    |                                                    |                                                    |                                                   |                                                   |                                                 |                                                 |                                                 |                                                 |                                    |                                    |                                                        |                                                        |                                                        |                                                        |                                                        |                                                        |                                                  |                                                  |                                                  |                                                  |                                                  |                                                  |                                                |                                                |                                                        |                                                        |                                                           |                                                           |                                                           |                                                           |                                                           |                                                           |                                               |                                               |                                               |                                               |  |  |  |  |  |  |  |  |  |  |  |  |  |  |  |  |  |  |  |  |  |  |  |  |  |  |  |  |  |  |  |  |  |  |  |  |  |  |  |  |  |  |  |  |  |  |  |  |
|                                                   |                                                   |                                                   |                                                   | Frederik van Groot-Brittannië (1707-1751)         | Frederik van Groot-Brittannië (1707-1751)         | Frederik van Groot-Brittannië (1707-1751)    | Frederik van Groot-Brittannië (1707-1751)    | Frederik van Groot-Brittannië (1707-1751)    | Frederik van Groot-Brittannië (1707-1751)    |                                                    |                                                    |                                                    |                                                    |                                                    |                                                    | Augusta van Saksen-Gotha (1719-1772)               | Augusta van Saksen-Gotha (1719-1772)               | Augusta van Saksen-Gotha (1719-1772)               | Augusta van Saksen-Gotha (1719-1772)               | Augusta van Saksen-Gotha (1719-1772)              | Augusta van Saksen-Gotha (1719-1772)              |                                                 |                                                 |                                                 |                                                 |                                    |                                    |                                                        |                                                        |                                                        |                                                        | Karel van Mecklenburg-Strelitz (1708-1752)             | Karel van Mecklenburg-Strelitz (1708-1752)             | Karel van Mecklenburg-Strelitz (1708-1752)       | Karel van Mecklenburg-Strelitz (1708-1752)       | Karel van Mecklenburg-Strelitz (1708-1752)       | Karel van Mecklenburg-Strelitz (1708-1752)       |                                                  |                                                  |                                                |                                                |                                                        |                                                        | Elisabeth Albertine van Saksen-Hildburghausen (1713-1761) | Elisabeth Albertine van Saksen-Hildburghausen (1713-1761) | Elisabeth Albertine van Saksen-Hildburghausen (1713-1761) | Elisabeth Albertine van Saksen-Hildburghausen (1713-1761) | Elisabeth Albertine van Saksen-Hildburghausen (1713-1761) | Elisabeth Albertine van Saksen-Hildburghausen (1713-1761) |                                               |                                               |                                               |                                               |  |  |  |  |  |  |  |  |  |  |  |  |  |  |  |  |  |  |  |  |  |  |  |  |  |  |  |  |  |  |  |  |  |  |  |  |  |  |  |  |  |  |  |  |  |  |  |  |
|                                                   |                                                   |                                                   |                                                   | Frederik van Groot-Brittannië (1707-1751)         | Frederik van Groot-Brittannië (1707-1751)         | Frederik van Groot-Brittannië (1707-1751)    | Frederik van Groot-Brittannië (1707-1751)    | Frederik van Groot-Brittannië (1707-1751)    | Frederik van Groot-Brittannië (1707-1751)    |                                                    |                                                    |                                                    |                                                    |                                                    |                                                    | Augusta van Saksen-Gotha (1719-1772)               | Augusta van Saksen-Gotha (1719-1772)               | Augusta van Saksen-Gotha (1719-1772)               | Augusta van Saksen-Gotha (1719-1772)               | Augusta van Saksen-Gotha (1719-1772)              | Augusta van Saksen-Gotha (1719-1772)              |                                                 |                                                 |                                                 |                                                 |                                    |                                    |                                                        |                                                        |                                                        |                                                        | Karel van Mecklenburg-Strelitz (1708-1752)             | Karel van Mecklenburg-Strelitz (1708-1752)             | Karel van Mecklenburg-Strelitz (1708-1752)       | Karel van Mecklenburg-Strelitz (1708-1752)       | Karel van Mecklenburg-Strelitz (1708-1752)       | Karel van Mecklenburg-Strelitz (1708-1752)       |                                                  |                                                  |                                                |                                                |                                                        |                                                        | Elisabeth Albertine van Saksen-Hildburghausen (1713-1761) | Elisabeth Albertine van Saksen-Hildburghausen (1713-1761) | Elisabeth Albertine van Saksen-Hildburghausen (1713-1761) | Elisabeth Albertine van Saksen-Hildburghausen (1713-1761) | Elisabeth Albertine van Saksen-Hildburghausen (1713-1761) | Elisabeth Albertine van Saksen-Hildburghausen (1713-1761) |                                               |                                               |                                               |                                               |  |  |  |  |  |  |  |  |  |  |  |  |  |  |  |  |  |  |  |  |  |  |  |  |  |  |  |  |  |  |  |  |  |  |  |  |  |  |  |  |  |  |  |  |  |  |  |  |
|                                                   |                                                   |                                                   |                                                   |                                                   |                                                   |                                              |                                              |                                              |                                              | George III van het Verenigd Koninkrijk (1738-1820) | George III van het Verenigd Koninkrijk (1738-1820) | George III van het Verenigd Koninkrijk (1738-1820) | George III van het Verenigd Koninkrijk (1738-1820) | George III van het Verenigd Koninkrijk (1738-1820) | George III van het Verenigd Koninkrijk (1738-1820) |                                                    |                                                    |                                                    |                                                    |                                                   |                                                   |                                                 |                                                 |                                                 |                                                 |                                    |                                    |                                                        |                                                        |                                                        |                                                        |                                                        |                                                        |                                                  |                                                  |                                                  |                                                  | Charlotte van Mecklenburg-Strelitz (1744-1818)   | Charlotte van Mecklenburg-Strelitz (1744-1818)   | Charlotte van Mecklenburg-Strelitz (1744-1818) | Charlotte van Mecklenburg-Strelitz (1744-1818) | Charlotte van Mecklenburg-Strelitz (1744-1818)         | Charlotte van Mecklenburg-Strelitz (1744-1818)         |                                                           |                                                           |                                                           |                                                           |                                                           |                                                           |                                               |                                               |                                               |                                               |  |  |  |  |  |  |  |  |  |  |  |  |  |  |  |  |  |  |  |  |  |  |  |  |  |  |  |  |  |  |  |  |  |  |  |  |  |  |  |  |  |  |  |  |  |  |  |  |
|                                                   |                                                   |                                                   |                                                   |                                                   |                                                   |                                              |                                              |                                              |                                              | George III van het Verenigd Koninkrijk (1738-1820) | George III van het Verenigd Koninkrijk (1738-1820) | George III van het Verenigd Koninkrijk (1738-1820) | George III van het Verenigd Koninkrijk (1738-1820) | George III van het Verenigd Koninkrijk (1738-1820) | George III van het Verenigd Koninkrijk (1738-1820) |                                                    |                                                    |                                                    |                                                    |                                                   |                                                   |                                                 |                                                 |                                                 |                                                 |                                    |                                    |                                                        |                                                        |                                                        |                                                        |                                                        |                                                        |                                                  |                                                  |                                                  |                                                  | Charlotte van Mecklenburg-Strelitz (1744-1818)   | Charlotte van Mecklenburg-Strelitz (1744-1818)   | Charlotte van Mecklenburg-Strelitz (1744-1818) | Charlotte van Mecklenburg-Strelitz (1744-1818) | Charlotte van Mecklenburg-Strelitz (1744-1818)         | Charlotte van Mecklenburg-Strelitz (1744-1818)         |                                                           |                                                           |                                                           |                                                           |                                                           |                                                           |                                               |                                               |                                               |                                               |  |  |  |  |  |  |  |  |  |  |  |  |  |  |  |  |  |  |  |  |  |  |  |  |  |  |  |  |  |  |  |  |  |  |  |  |  |  |  |  |  |  |  |  |  |  |  |  |
|                                                   |                                                   |                                                   |                                                   |                                                   |                                                   |                                              |                                              |                                              |                                              |                                                    |                                                    |                                                    |                                                    |                                                    |                                                    |                                                    |                                                    |                                                    |                                                    |                                                   |                                                   |                                                 |                                                 |                                                 |                                                 |                                    |                                    |                                                        |                                                        |                                                        |                                                        |                                                        |                                                        |                                                  |                                                  |                                                  |                                                  |                                                  |                                                  |                                                |                                                |                                                        |                                                        |                                                           |                                                           |                                                           |                                                           |                                                           |                                                           |                                               |                                               |                                               |                                               |  |  |  |  |  |  |  |  |  |  |  |  |  |  |  |  |  |  |  |  |  |  |  |  |  |  |  |  |  |  |  |  |  |  |  |  |  |  |  |  |  |  |  |  |  |  |  |  |
|                                                   |                                                   |                                                   |                                                   |                                                   |                                                   |                                              |                                              |                                              |                                              |                                                    |                                                    |                                                    |                                                    |                                                    |                                                    |                                                    |                                                    |                                                    |                                                    |                                                   |                                                   |                                                 |                                                 |                                                 |                                                 |                                    |                                    |                                                        |                                                        |                                                        |                                                        |                                                        |                                                        |                                                  |                                                  |                                                  |                                                  |                                                  |                                                  |                                                |                                                |                                                        |                                                        |                                                           |                                                           |                                                           |                                                           |                                                           |                                                           |                                               |                                               |                                               |                                               |  |  |  |  |  |  |  |  |  |  |  |  |  |  |  |  |  |  |  |  |  |  |  |  |  |  |  |  |  |  |  |  |  |  |  |  |  |  |  |  |  |  |  |  |  |  |  |  |
| George IV van het Verenigd Koninkrijk (1762-1830) | George IV van het Verenigd Koninkrijk (1762-1830) | George IV van het Verenigd Koninkrijk (1762-1830) | George IV van het Verenigd Koninkrijk (1762-1830) | George IV van het Verenigd Koninkrijk (1762-1830) | George IV van het Verenigd Koninkrijk (1762-1830) |                                              |                                              | Frederik van York (1763-1827)                | Frederik van York (1763-1827)                | Frederik van York (1763-1827)                      | Frederik van York (1763-1827)                      | Frederik van York (1763-1827)                      | Frederik van York (1763-1827)                      |                                                    |                                                    | Willem IV van het Verenigd Koninkrijk (1765-1837)  | Willem IV van het Verenigd Koninkrijk (1765-1837)  | Willem IV van het Verenigd Koninkrijk (1765-1837)  | Willem IV van het Verenigd Koninkrijk (1765-1837)  | Willem IV van het Verenigd Koninkrijk (1765-1837) | Willem IV van het Verenigd Koninkrijk (1765-1837) |                                                 |                                                 | Charlotte van Hannover (1766-1828)              | Charlotte van Hannover (1766-1828)              | Charlotte van Hannover (1766-1828) | Charlotte van Hannover (1766-1828) | Charlotte van Hannover (1766-1828)                     | Charlotte van Hannover (1766-1828)                     |                                                        |                                                        | Eduard August van Kent (1767-1820)                     | Eduard August van Kent (1767-1820)                     | Eduard August van Kent (1767-1820)               | Eduard August van Kent (1767-1820)               | Eduard August van Kent (1767-1820)               | Eduard August van Kent (1767-1820)               |                                                  |                                                  | Ernst August I van Hannover (1771-1851)        | Ernst August I van Hannover (1771-1851)        | Ernst August I van Hannover (1771-1851)                | Ernst August I van Hannover (1771-1851)                | Ernst August I van Hannover (1771-1851)                   | Ernst August I van Hannover (1771-1851)                   |                                                           |                                                           | ... + 6 zusters en 3 broers                               | ... + 6 zusters en 3 broers                               | ... + 6 zusters en 3 broers                   | ... + 6 zusters en 3 broers                   | ... + 6 zusters en 3 broers                   | ... + 6 zusters en 3 broers                   |  |  |  |  |  |  |  |  |  |  |  |  |  |  |  |  |  |  |  |  |  |  |  |  |  |  |  |  |  |  |  |  |  |  |  |  |  |  |  |  |  |  |  |  |  |  |  |  |

- Bibliothèque nationale de France: cb149535263 (data)
- CiNii: DA10817549
- Gemeinsame Normdatei: 118632906
- International Standard Name Identifier: 0000 0000 6658 031X
- KulturNav: b9af291e-f237-41c6-bb23-f51282631c2d
- Library of Congress Control Number: n50059902
- Nationale Bibliotheek van Israël: 987007270078505171
- Nationale Bibliotheek van Polen: a0000001264294
- Nederlandse Thesaurus van Auteursnamen: 071467475
- SNAC: w63s1h1q
- Système universitaire de documentation: 083988971
- Museum of New Zealand Te Papa Tongarewa: 32201
- Union List of Artist Names: 500373195
- Virtual International Authority File: 265993441
- WorldCat: E39PCjqD6dvcy4f4yT8dx4Qxym